# Joaquim Gonçalves
Joaquim Gonçalves (* 17. Mai 1936 in Revelhe; † 31. Dezember 2013 in Póvoa de Varzim) war Bischof von Vila Real.

## Leben
Joaquim Gonçalves, drittes von acht Kindern, studierte von 1948 bis 1960 Geisteswissenschaften, Philosophie und Theologie in den Seminaren des Erzbistums Braga. Er empfing am 10. Juli 1960 die Priesterweihe in der Kapelle des Seminars von Braga.
Papst Johannes Paul II. ernannte ihn am 3. August 1981 zum Titularbischof von Ursona und Weihbischof in Braga. Der Erzbischof von Braga, Eurico Dias Nogueira, spendete ihm am 18. Oktober 1981 in der Basilika von Sameiro, Braga, die Bischofsweihe; Mitkonsekratoren waren Júlio Tavares Rebimbas, Erzbischof ad personam von Viana do Castelo, und António de Castro Xavier Monteiro, Erzbischof ad personam von Lamego.
Am 19. Mai 1987 wurde er durch Johannes Paul II. zum Koadjutorbischof von Vila Real ernannt. Nach der Emeritierung António Cardoso Cunhas folgte er ihm am 19. Januar 1991 als Bischof nach. Am 17. Mai 2011 nahm Papst Benedikt XVI. seinen altersbedingten Rücktritt an.
In der portugiesischen Bischofskonferenz war er Mitglied der Bischöflichen Kommission für Migration und Tourismus, der Bischöflichen Kommission für die Liturgie und Präsident der Bischöflichen Kommission für die Missionen.